# Ånestad
Ånestad är en gård i Linköpings kommun (Sankt Lars socken), Östergötlands län. 

## Historik
Ånestad i Sankt Lars socken i Hanekinds härad. Tillhörde 1818 änkefru Baur i Warberg, 1852 bryggaren Holm och från 1860-talet grosshandlaren Karl Andersson.

## Gården
Egendomen, som består av 1 mantal skatte, är bebyggd med ett två våningars reveterad trähus och 2 flyglar, allt omgivet av trädgård.